# Pterosturisoma microps
Pterosturisoma microps — єдиний вид роду Pterosturisoma триби Harttiini з підродини Loricariinae родини Лорікарієві ряду сомоподібні. Наукова назва походить від грецького слова pteron, тобто «крило», «плавець», німецького слова sturio — «осетер» і грецького слова stoma — «рот».

## Опис
Загальна довжина сягає 16,1 см. Зовнішнє схожий на сомів з роду Lamontichthys. Голова помірно витягнута. Очі середнього розміру, тулуб подовжений, хвостове стебло тонке. Спина, боки й черево вкриті дрібними кістковими пластинками. Вони відсутні лише в області генітального наросту, при цьому у самиць оголена область більша ніж у самців. Спинний плавець високий. Біля спинного плавця є заглиблення. Грудні плавці складаються з 6 м'яких променів. Черевні плавці доволі широкі. Жировий плавець відсутній. Хвостовий плавець подовжений, з шипами, що мають розширення в основі. На кінці хвостового плавця присутні подовжені тонкі промені на кшталт кісок.
Забарвлення світло-чорне з низкою контрастних більш темних цяток. Область на кінчику морда сірувата.

## Спосіб життя
Біологія вивчена недостатньо. Це демерсальна риба. Волі до прісних і прозорих водойм. Зустрічається в річках зі швидкою течією. Утворюють групи. Тримається дна, яке досліджує за допомогою «кісок» хвостового плавця. Вдень ховається серед каміння або під корчами. Активний у присмерку та вночі. Живиться дрібними безхребетними, вкрай рідно водоростями.

## Розповсюдження
Мешкає у верхів'ях басейну річки Амазонка на території Перу.

## Тримання в акваріумі
Піклування про цього сома доволі складне. Живе у акваріумах 0,5-1 рік і без видимих причин гине. Причина загибелі поки не встановлена. Особливу увагу варто приділяти карантину новоприбулих особин. Риби, як правило, постачаються великими (від 15 см) і часто виснаженими. Карантин риби проходять в окремому акваріумі об'ємом не менше 150 літрів, з ґрунтом, якісної аерацією, УФ-випромінюванням, тьмяним світлом. Карантин триває мінімум 3 місяці.
Найкраще живуть у високих акваріумах від 300 літрів. Основою служить дрібний пісок темних тонів. Риби воліють «висіти» на вертикальному склі. Тому вздовж задньої стінки у вертикальному положенні встановлюють плитняк (великі шматки). На це місце від зовнішнього фільтра потрібно встановити на виході трубку, яка буде створювати ефект дощування. Як декорації можна встановити декілька великих каменів і корчів.
Неагресивна риба. Утримувати можна групою від 3 особин або поодинці. Сусідами можуть бути неагресивні риби, зокрема харацидіуми, пародони й інші лорікарієві. Годують живим харчем. Сухий корм давати не можна, не дивлячись на те, що соми його їдять теж. З живих кормів вітається витриманий трубочник, мотиль і креветки. Згодом звикають до фаршу з мідій і креветок, але може трапиться так, що годувати сомів доведеться живим кормом все життя. Голодні риби їдять і водорості, а також таблетки для рослиноїдних сомів. З технічних засобів знадобиться внутрішній фільтр середньої потужності, компресор. Температура тримання повинна становити 22-25 °C.